# Проктитис
Проктитис је запаљење слузокоже ректума или мишићне цеви која је повезана са дисталним крајем дебелог црева, и кроз коју пролази формирана столица (фецес) пре изласка из тела. Проктитис је чест код особа које имају инфламаторну болест црева (Кронову болест или улцерозни колитис), неку од полно преносививих инфекција, или је последица нежељених ефеката терапије зрачењем за одређене врсте тумора.
У клоиничкој слици доминира ректални бол, пролив, крварење, сукрвичаво-гнојни исцедак, као и непрекидан осећај потребе за пражњење црева (тенезам). Симптоми проктитиса могу бити краткотрајни (акутни) или могу постати хронични.

## Етиологија
| Болест или стање                   | Опис |
| ---------------------------------- | --- |
| Запаљенска болест црева            | Око 30% пацијената са инфламаторном болешћу црева (нпр Кронова болест или улцерозни колитис) има упалу ректума. |
| Инфекције                          | Полно преносиве инфекције, посебно оне које преносе код људи који се баве аналним односом, могу довести до проктитиса. Међу полно преносиве инфекције које могу изазвати проктитис спадају гонореју, генитални херпес и кламидију. Инфекције повезане са болестима које се преносе храном, као што су инфекције салмонелом, шигелом и кампилобактером, такође могу изазвати проктитис. |
| Зрачна терапија за рак             | Радиотерапија усмерена на малигне процесе у ректум или околном подручју, као што је простата, може изазвати упалу ректума. Радијациони проктитис који почиње током лечења зрачењем може трајати неколико месеци након третмана. Или се може јавити годинама након третмана. |
| Антибиотици                        | Понекад антибиотици који се користе за лечење инфекције могу убити корисне бактерије у цревима, и тако омогућити штетним бактеријама да расту у великом броју у лумену ректума. |
| Диверзиони проктитис.              | Проктитис се може јавити код појединих пацијената након неких врста операција дебелог црева у којима се пролаз столице преусмерава из ректума до хируршки створеног отвора (стоме). |
| Проктитис изазван протеинима хране | Јавља се код новорођенчади која пију формулу на бази крављег млека или соје. Одојчад коју доје мајке и које једу млечне производе такође могу развити проктитис. |
| Еозинофилни проктитис              | Ово стање се јавља када се врста белих крвних зрнаца (еозинофила) накупи у слузници ректума. Еозинофилни проктитис погађа само децу млађу од 2 године. |

## Фактори ризика
Фактори ризика за проктитис укључују:
- Небезбедан секс  - повећава ризик од проктитиса јер погодује појави сексуално преносивих инфекција. Ризик од инфекције и проктитиса расте са повећањем броја сексуалних партнера, избегавања употребе кондома и сексуалним односом са партнером који има сексуално преносиву болест..
- Инфламаторне болести црева - као што су нпр. Кронова болест или улцерозни колитис, или нека друга инфекција повећава ризик од проктитиса.
- Зрачна терапија за рак - чији је сноп зрачења усмерена на или близу ректума (као што је рак ректума, јајника или простате) повећава ризик од радијационог проктитиса.

## Клиничка слика
Клиничком сликом проктитиса доминирају следећи знаци и симптоми:
- чест или непрекидан осећај да треба обавити пражњење црева,
- ректално крварење
- пролазак слузи кроз ректум
- ректални бол
- бол на левој страни трбуха,
- осећај пуноће у ректуму,
- дијареја (пролив)
- бол током пражњења црева.

## Терапија
Индикације за терапију варирају у зависности од етиологије проктитиса. На пример, код пацијената са инфламаторном болешћу црева (ИБЦ), треба урадити колоноскопију да би се утврдио степен упале. Многи пацијенти са ИБЦ који имају проктитис могу напредовати у левострани колитис и можда панколитис. Прва линија лечења ових пацијената је медикаментна терапија. Хируршко лечење је индиковано за неуспешну медикаментнз терапију, било какву дисплазију уочену на узорцима биопсије и рак.
Хируршка интервенција је ретко индикована за проктитис који је последица инфективне етиологије. Циљ терапије је лечење инфекције која изазива упалу. Ретко, дубока сепса може захтевати хируршку ресекцију као маневар за спасавање живота.
Коначно, индикација за лечење хроничног радијационог проктитиса такође се заснива на симптоматологији и степену проктитиса. Перзистентно ректално крварење и дијареја покрећу преглед, укључујући ригидну проктоскопију и/или колоноскопију. Присуство тешког крварења упркос вишеструким медицинским/ендоскопским модалитетима, перфорацијама, стриктурама или фистулама је индикација за хируршку интервенцију.
У току било ког проктитиса, антиспазмодични агенси могу бити корисни у ублажавању абдоминалних тегоба. Поред тога, употреба дијете са ниским резидуом и омекшивача столице је корисна због крхкости ректалне слузокоже и њене подложности оштећењу фекалног садржаја.

## Компликације
Проктитис који се неадекватно лечи или који не реагује на лечење може довести до следечих компликација:
- Анемија - настаје као последица хроничног крварење из ректума, и губитка црвених крвних зрнаца. Анемија узрокује да се болесник осећа уморно, има вртоглавицу, кратак дах, главобољу, бледу кожу и раздражљив је.
- Чиреви - хронична упала у ректуму може довести до стварања отворених раница (чирева) на унутрашњој слузокожи ректума.
- Фистуле - када се чиреви у потпуности протежу кроз цревни зид, они стварају фистулу, абнормалну везу која се може појавити између различитих делова црева, између црева и коже, или између црева и других органа, као што су бешика и вагина.